# 駐日モロッコ大使館
駐日モロッコ大使館（ちゅうにちモロッコたいしかん、アラビア語: سفارة المغرب في اليابان、英語: Embassy of Morocco in Japan）は、モロッコが日本の首都東京に設置している大使館である。在東京モロッコ大使館（アラビア語: سفارة المغرب في طوكيو、英語: Embassy of Morocco in Tokyo）とも呼ばれる。
1956年6月19日、日本がモロッコの独立を承認。1965年11月5日、駐日モロッコ大使館が開設された。

## 所在地
| 日本語 | 〒107-0052 東京都港区南青山5-4-30               |
| 英語   | Minami Aoyama 5-4-30, Minato-Ku, Tokyo 107-0062 |

## 大使
2016年12月22日より、モハメッド・ラシャッド・ブフラルが特命全権大使を務めている。